# أنخيل مورينو
أنخيل مورينو (بالإسبانية: Ángel Moreno)‏ هو لاعب كرة قاعدة مكسيكي، ولد في 6 يونيو 1955 في ولاية فيراكروز في المكسيك.

## وصلات خارجية
- أنخيل مورينو على موقعبيزبول رفرنس.كوم (الدوري الرئيسي) (الإنجليزية)
- أنخيل مورينو على موقعبيزبول رفرنس.كوم (الدوري الثانوي) (الإنجليزية)